# Southern São Paulo Railway
A Southern São Paulo Railway Co. (SSPR), também conhecida como Southern Railway, foi uma empresa ferroviária do estado de São Paulo, que deteve a concessão do Governo do estado de São Paulo de 1907, para a construção e exploração da Linha Santos-Juquiá. Entre os anos de 1911 e 1915, a ferrovia com 161,5 km de extensão, foi projetada e construída por engenheiros ingleses, ligando o Porto de Santos a Juquiá, no Vale do Ribeira, .

## História

### Projetos

#### Carvalho Júnior e Sarinho

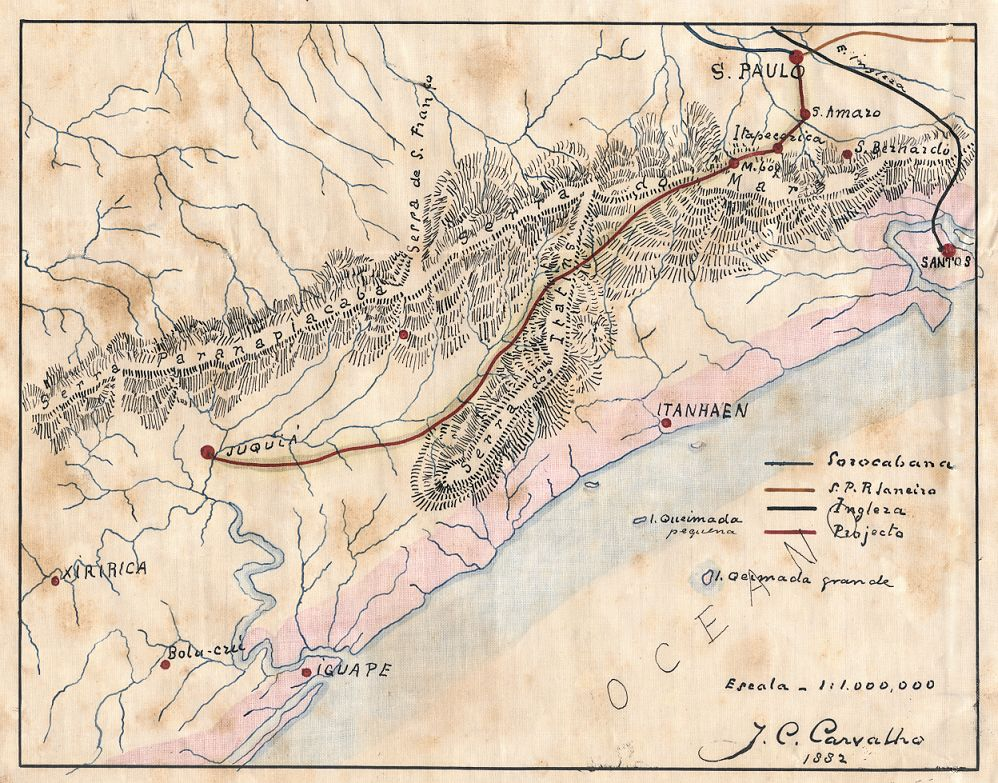
Projeto de Carvalho Júnior e Sarinho apresentado em 1882.

Em 1882 José Carlos de Carvalho Júnior e  José Negreiros de Almeida Sarinho pleitearam ao governo da província de São Paulo uma concessão para a construção de uma estrada de ferro ligando São Paulo a Santo Antônio do Juquiá, passando por Santo Amaro, Itapecerica e M'Boi Mirim. A proposta acabou não sendo aceita pela província, porém acabou servindo de inspiração para os projetos seguintes.

#### Visconde Vergueiro

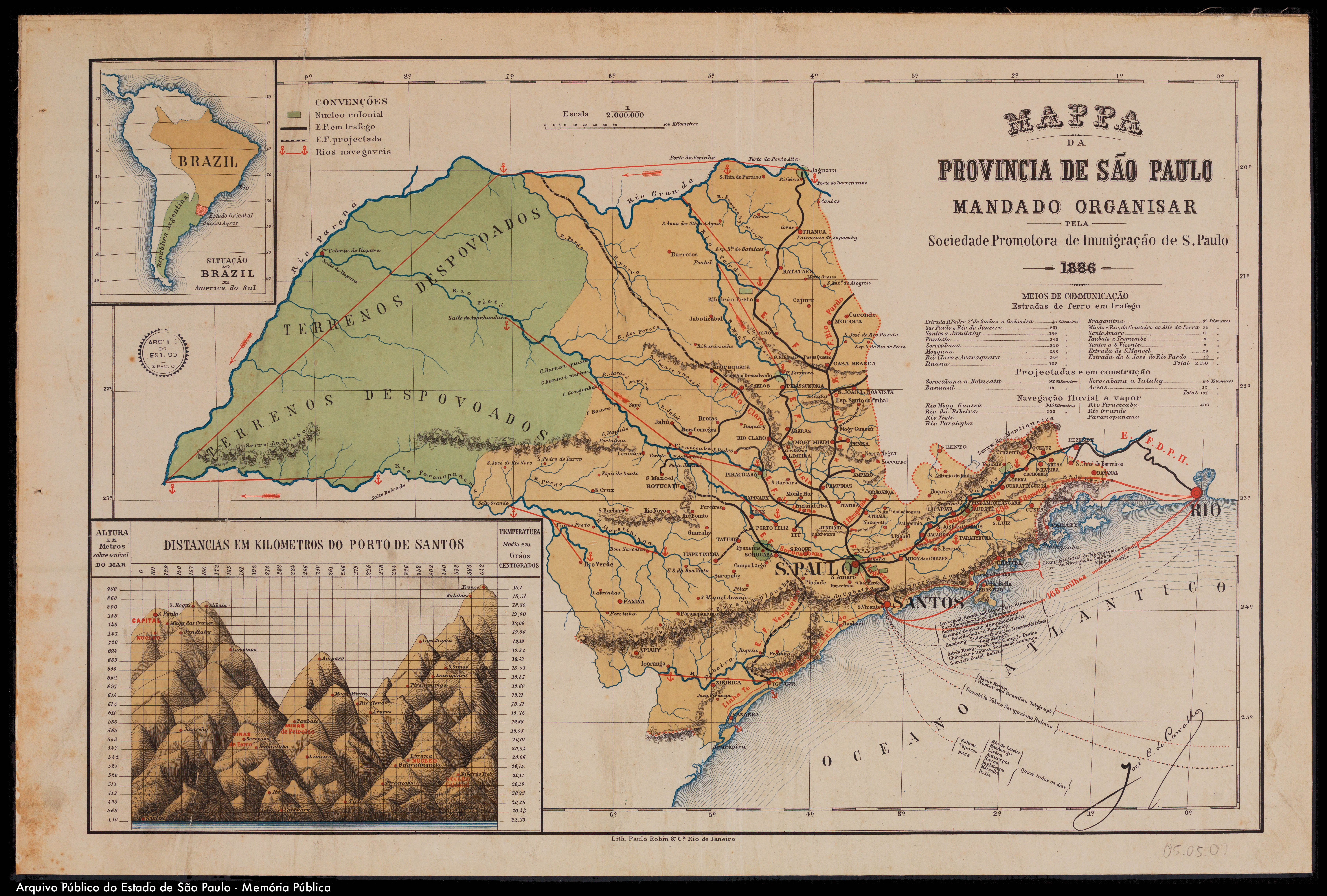
Mapa da Província de São Paulo, 1886. Nele aparece, entre as ferrovias projetadas, a concessão do visconde Vergueiro, chamada de E.F Vergueiro.

O governo provincial concedeu através da lei provincial número 8 de março de março de 1883, ao visconde Nicolau José de Campos Vergueiro, a autorização para construção de uma estrada de ferro ligando o porto de Iguape até a cidade de Itu. A lei estabeleceu o traçado da ferrovia em seu artigo 2º:
"...A estrada partirá da margem esquerda do rio da Ribeira, seguindo por ella e pela dos rios Juquiá-Guassú e Assunguy, galgando o alto da Serra Negra (Paranapiacaba), e proseguirá de modo a interessar os municipios do Pilar, Sarannhy, Piedade, Una, S.Roque, Araçariguama, Parnahyba, Pirapora e Cabreuva, até ao ponto terminal..."— Trecho da Lei Provincial de São Paulo número 8 de 1 de março de 1883.
O prazo máximo para o início das obras era de três anos a partir da publicação da lei. Apesar de ter criado a empresa Estrada de Ferro Sul Paulista, por razões desconhecidas, o Visconde José Vergueiro não conseguiu realizar tal empreendimento.
Após abrir a Estrada de Ferro São Paulo a Santo Amaro em 1886, o engenheiro Alberto Kuhlmann solicitou em 27 de setembro de 1889 a autorização para ampliar seu traçado de Santo Amaro a Iguape, valendo-se da autorização concedida ao Visconde José Vergueiro. Antes de a autorização ser concedida, o Visconde Vergueiro protestou contra o pleito de Kuhlmann. O governo provincial negou a autorização para Kuhlmann, embora o Visconde José Vergueiro jamais tenha conseguido iniciar as obras da ferrovia. Em 1890 o Visconde vendeu a empresa Estrada de Ferro Sul Paulista para um grupo de capitalistas liderados por Luís Mateus Maylasky. Maylasky concluiu o projeto, realizado pelo engenheiro Carlos Alberto Morsing, mas em 1891 optou por fundir a Sul Paulista a Viação Férrea Sapucaí por ele presidida. A Crise do encilhamento impediu o projeto de sair do papel e a região do Vale do Ribeira teve de esperar dezesseis anos para que uma nova concessão para uma estrada de ferro fosse concedida.

#### Sul Paulista

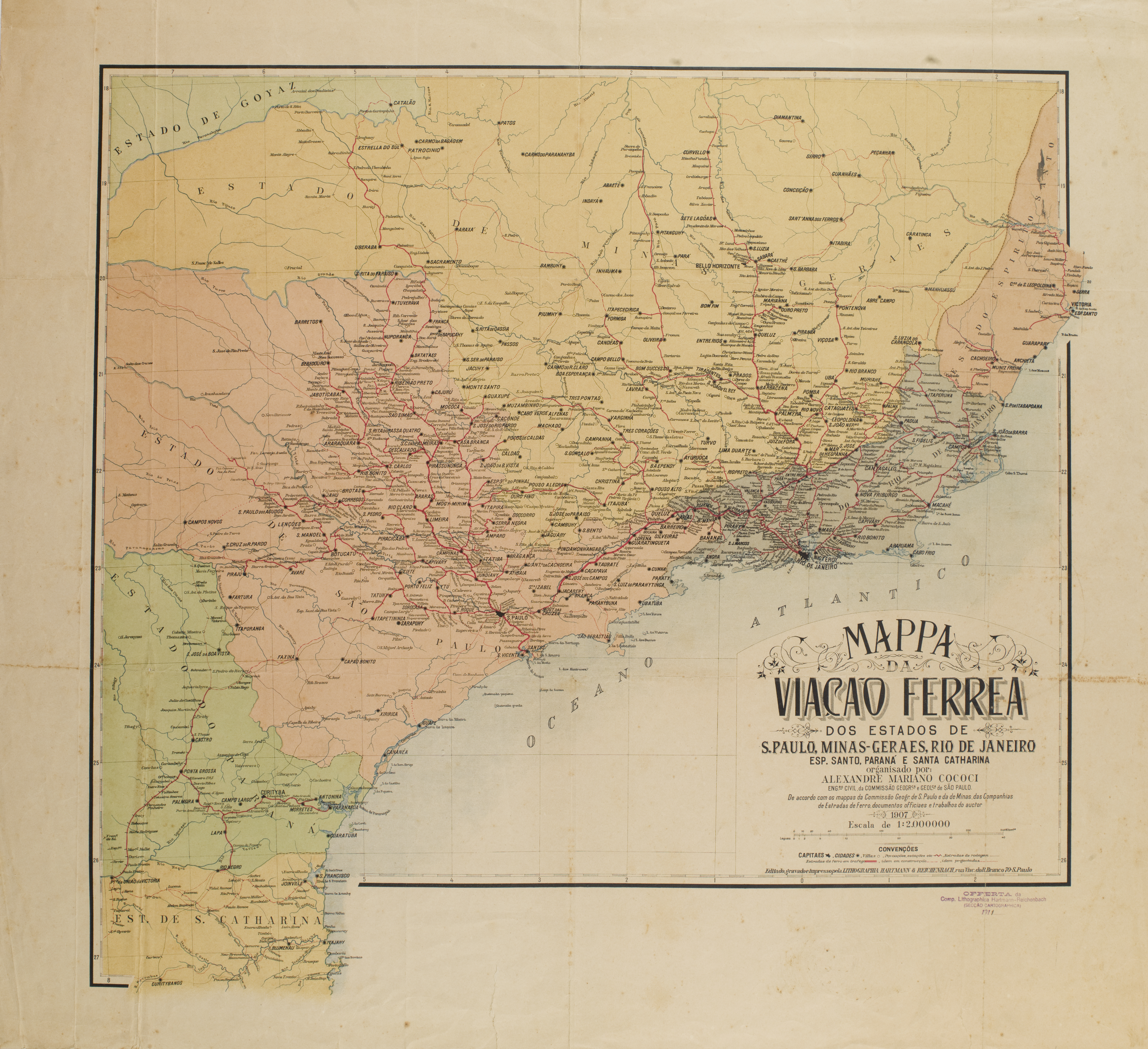
Mapa de viação férrea do Sul e Sudeste do Brasil, 1911. O projeto da E.F. São Paulo-Juquiá da "Sul Paulista" aprece junto com o projeto da Linha Mairinque-Santos da Cia. Sorocabana.

Interessada em explorar o Vale do Ribeira, a Empresa de Colonização Sul Paulista (de propriedade do conde Asdrubal Augusto do Nascimento) adquiriu em 1903 a concessão do engenheiro Henrique Boccolini (concedida pelo decreto 1156 de 27 de agosto de 1903) de uma estrada de ferro de 24 quilômetros ligando São Paulo a M’Boy Mirim, passando ao lado do Rio Pinheiros.  
Através dessa concessão a Sul Paulista contratou os engenheiros Boccolini e Francisco Sansone para ampliar o traçado até Santo Antônio do Juquiá. Em setembro de 1905 o projeto foi apresentado ao público na vitrine da Galeria Garraux e previa a aplicação de tração elétrica em toda a ferrovia.
O projeto apresentado partia dos arredores do Hospital de Isolamento de São Paulo (Instituto Emilio Ribas), seguindo até Pinheiros, margeando o rio até alcançar a Freguesia de M’Boi Mrim. De M’Boi até Juquiá, a linha prosseguia pelo vale do Ribeirão da Ponte Alta, passando por Itapecerica da Serra, cortando a Serra de Paranapiacaba (ponto mais alto da ferrovia), descendo para Aldeinha até correr às margens do Rio São Lourenço de Cima até alcançar o vale do Rio Juquiá.  
Em 1905 a Empresa de Colonização Sul Paulista solicitou uma autorização para construir uma ferrovia entre São Paulo e Santo Antônio do Juquiá. O projeto foi apresentado ao presidente do estado Jorge Tibiriçá em 6 de outubro de 1905. O presidente da Sul Paulista, Asdrubal do Nascimento, organizou uma excursão em 19 de outubro de 1905 com o presidente Tibiriçá e demais autoridades para conhecer um dos pontos da nova ferrovia em Itapecerica.  
Apesar de se encontrar em avançado estágio de estudos, a concessão para a construção da ferrovia ainda não havia sido dada a Sul Paulista, embora fosse dada como certa a sua aprovação. Em 7 de dezembro de 1906 o projeto de concessão estava pronto para ser concedido.
O governo do estado autorizou inicialmente o projeto da Sul Paulista em 7 de dezembro de 1906. Mas dez dias depois, alterou o projeto e incluiu também a concessão a Felippe Ewbank, através da Lei 1034 de 17 de dezembro de 1906. A aprovação de dois projetos de estrada de ferro com parte dos seus traçados idêntica trouxe prejuízos para a Sul Paulista, que não conseguia encontrar financiamento para suas obras (apesar do conde Asdrubal do Nascimento ter percorrido a Europa em 1908). Apesar disso, a empresa iniciou a construção simbólica da ferrovia em cerimônia realizada em 25 de abril de 1908 quando foram iniciados os trabalhos no trecho inicial em São Paulo, localizado no quilômetro 3 da linha tronco da Estrada de Ferro Sorocabana, ao lado da antiga fábrica da Cia. Antarctica na Água Branca.  
Naquele mesmo ano a Sul Paulista altera sua denominação para "Companhia Sul Paulista de Estradas de Ferro, Colonização e Navegação" e passa a ser uma sociedade anônima, angariando apoio do Barão de Duprat.  
Sem recursos para continuar as obras, a Sul Paulista tentou vender em março de 1909 sua concessão por 2080 contos de réis  para um grupo de empresários franceses.
Não conseguindo vender sua concessão, a Sul Paulista prosseguiu com estudos sobre a ferrovia, solicitando ao governo a ampliação do projeto até Xiririca (Eldorado). Em dezembro de 1910 a Sul Paulista apresentou o traçado definitivo da ferrovia ao governo do estado de São Paulo.  
Posteriormente a São Paulo Railway apresentou um protesto contra o trecho inicial da ferrovia da Sul Paulista, alegando que seu ponto inicial na Água Branca encontrava-se na zona privilegiada da ferrovia inglesa e deveria ser embargado.  O governo do estado negou o embargo.  
Apesar de ter conseguido a extensão da concessão até Eldorado, a Sul Paulista desistiu do projeto e determinou o ponto final da linha em Prainha (Miracatu).
A concessão da ferrovia entre São Paulo e Santo Antônio do Juquiá acabou vendida pela Sul Paulista para a Brazilian Railway Company em fins de 1910 por 100 mil libras, porém foi declarada extinta apenas em setembro de 1919.

#### Felippe Ewbank
Em 1905 surgiu o projeto do engenheiro Felippe Nery Ewbank da Câmara (??-1932), que propunha ligar Santos a Santo Antônio do Juquiá. Filho de José Ewbank da Câmara, Felippe Ewbank chegou a Santos em 1900 para tomar posse como fiscal de obras do Porto de Santos, gerando atritos e uma disputa judicial entre o governo federal e a Companhia Docas após ordenar uma devassa nas contas desta ultima.
O projeto de Felippe Ewbank, mais simples que o da Sul Paulista, acabava coincidindo com o projeto da Sul Paulista na região do Vale do Ribeira, com ambos os projetos peticionando zonas de exclusividade em seus traçados. Em 17 de dezembro de 1906 foram aprovados os projetos da Sul Paulista e de Felippe Ewbank, através da Lei 1034 de 17 de dezembro de 1906.
Felippe Ewbank vendeu em abril de 1908 sua concessão a "Brazilian Railway Construction Co.", empresa fundada por capitalistas britânicos  , autorizada a operar no Brasil através do decreto federal 7089 de 27 de agosto de 1908.   
A Brazilian Railway se organizou para realizar a obra, oferecendo 100 mil libras para a Sul Paulista desistir de sua concessão. A Sul Paulista aceitou a proposta em fins de 1910. 
O presidente do estado Albuquerque Lins aprovou o projeto da Brazilian Railway e concedeu sua construção através da Lei 1219 A de 24 de novembro de 1910.
A operação futura da ferrovia ficou a cargo da empresa formada com capitais britânicos "Southern São Paulo Railway Co., que adquiriu a ferrovia da Brazilian Railway.

### Obras

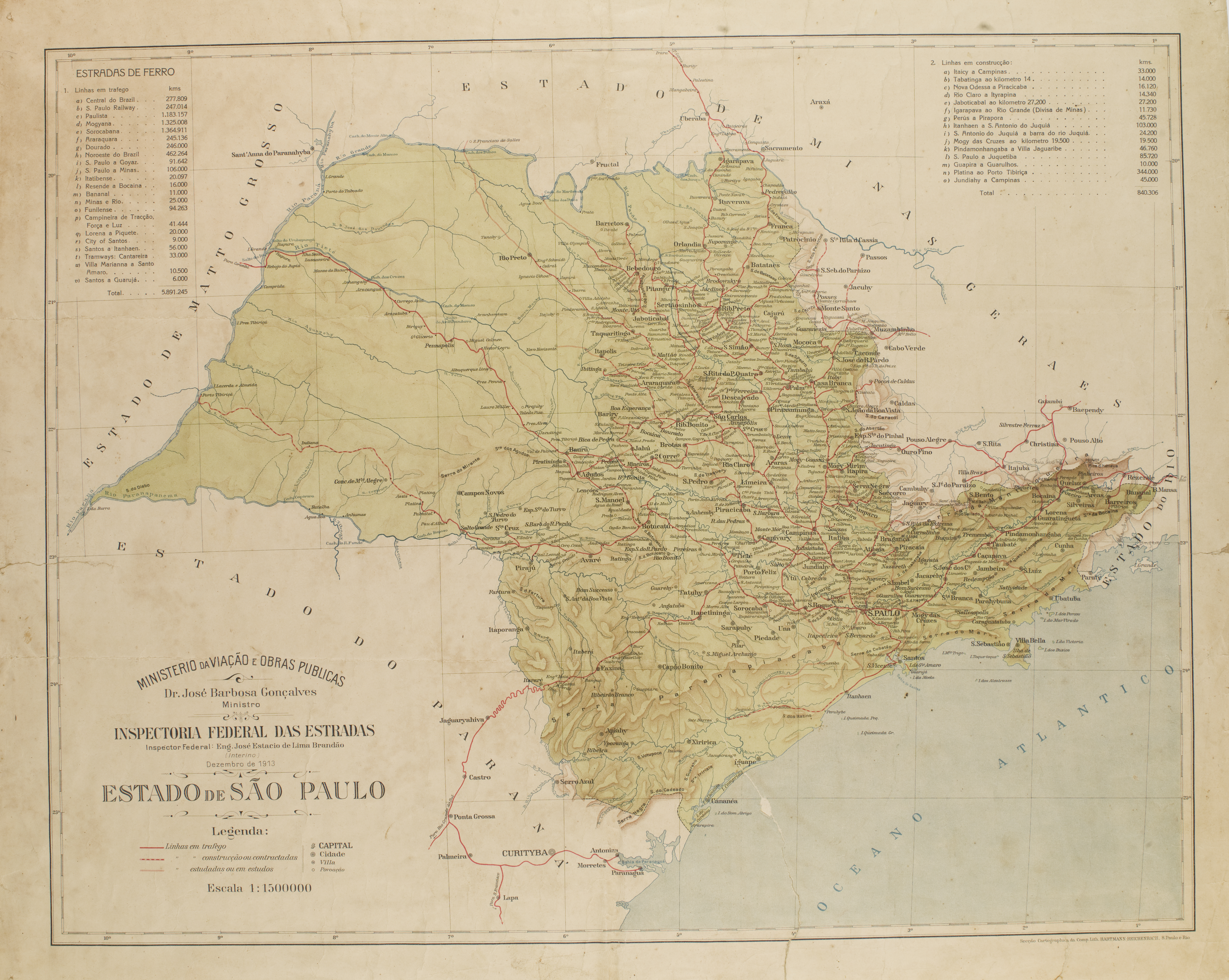
Mapa das estradas de ferro do estado de São Paulo, 1913. Os projetos da Sul Paulista e da Southern São Paulo Railway aparecem, sendo que o trecho Santos-Itanhaém já se encontrava em operação.

O traçado da nova ferrovia foi projetada e construída por engenheiros ingleses contratados pela SSPR, que iniciaram as obras no ano de 1913. Em 21 de dezembro de 1913, a companhia inaugurou o primeiro trecho da linha ferroviária entre Santos e Conceição do Itanhaém, passando por São Vicente e Mongaguá. 
Continuando sua expansão pelo litoral sul do estado de São Paulo, a Southern São Paulo Railway Co. concluiu o assentamento dos trilhos até Peruíbe, onde inaugurou a Estação de Peruíbe em 24 de agosto de 1914. No trecho entre São Vicente e Peruíbe a ferrovia segue paralela ao mar, daí em diante segue sentido interior, tendo que vencer um pequeno trecho de serra até atingir as margens do Rio Itariri e do Rio São Lourenço, seguindo até Juquiá.
Em 16 de maio de 1915 a  Linha Santos-Juquiá foi completada, quando um pequeno trem da Southern São Paulo Railway, composto de locomotiva a vapor e duas galeras (vagões abertos, tipo gôndola) chegou a Juquiá, inaugurando também a Estação de Juquiá. A estrada possuía trilhos com bitola métrica (1,0m), numa extensão total de 161,5 quilômetros. 
O trem era o único meio de transporte para toda a região. Assim a produção de frutas (principalmente bananas) e madeiras era levada até o porto de Santos, de onde poderia ser exportada ou seguir para Jundiaí, no planalto paulista, pelo trem da São Paulo Railway (SPR). Em 1917, foram registrados três descarrilamentos de trens de carga, que resultaram em avaria do material. 
Nos dias 27 e 28 de janeiro de 1922, em virtude de inundação no Rio Juquiá, o trecho nas proximidades do Km 158,7, numa extensão de 100 metros, ficou sujeito a baldeação. Também devido à inundação pelo rio Itariri, no Km 121, numa extensão de 500 metros, no dia 2 de março daquele ano, o trem M-2 chegou a Santos com atraso. Ainda devido a inundações, correram os trens com irregularidade, sendo o tráfego normalizado em fins de março de 1922.  
Essa ferrovia, a julgar pelas receitas e despesas de seus primeiros anos, era deficitária. Por exemplo, em 1921, a receita foi de 614:140$174 réis contra uma despesa de 896:593$420, o que levou o Governo a pagar uma garantia de juros no valor de 282:453$246. Já em 1922, a situação piorou: para uma receita de 648:950$456, uma despesa de 1:016:126$463, com uma garantia de juros de 367:176$007 réis.
Em 1927, no governo paulista de Washington Luis, a Southern São Paulo Railway Co. foi adquirida por 600 mil libras esterlinas e encampada pela Estrada de Ferro Sorocabana. Essa aquisição permitiu à Sorocabana a criação da Linha Mairinque-Santos que ligou, finalmente, o porto de Santos à cidade de São Paulo. Com isso, em dezembro de 1937, foi rompido o monopólio de acesso ao porto de Santos, longamente detido pela São Paulo Railway.
O trecho entre Samaritá, em São Vicente, e o Porto de Santos passou para a Linha Mairinque-Santos. Já o restante do trecho até Juquiá, passou a ser chamado de Ramal de Juquiá pela Sorocabana.

### A Ferrovia

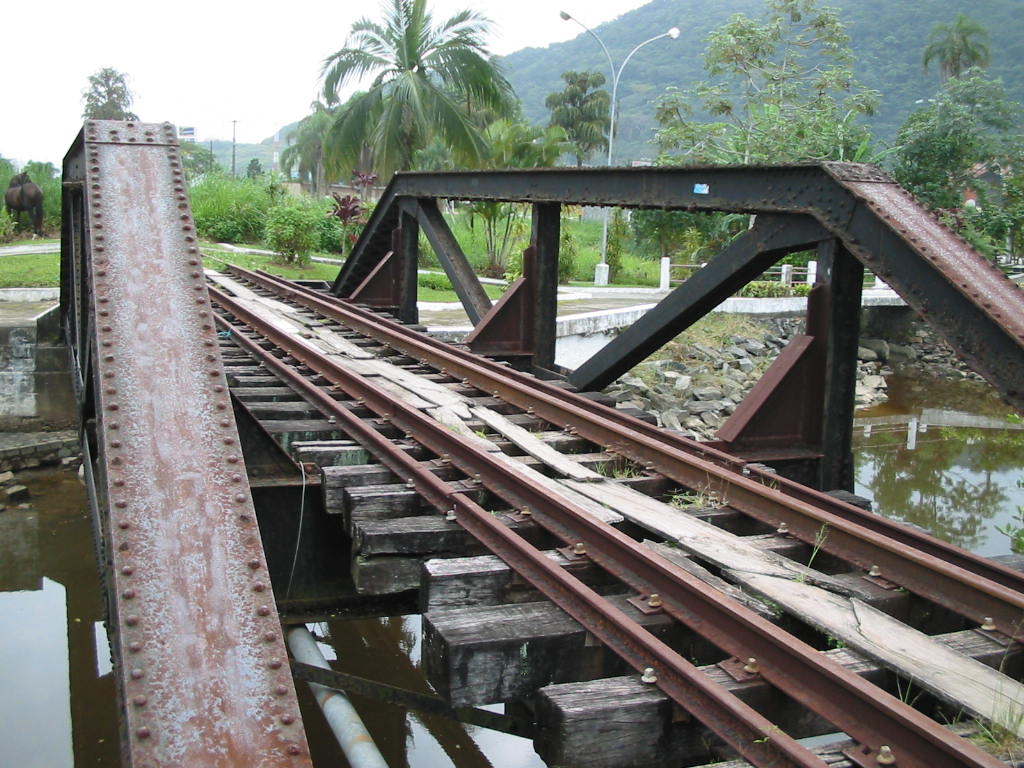
Ponte de ferro da Southern sobre o Rio Mongaguá, 2003.

Pela leitura de algumas edições do semanário “Tribuna de Iguape” do ano de 1913, que então circulava em todo o Vale do Ribeira, conseguimos obter importantes informações sobre os trabalhos de construção dessa ferrovia:
Com data de 2 de março de 1913, o correspondente em Juquiá do jornal enviou a seguinte nota, publicada na edição nº 21, de 17-3-1913: “Com a aproximação da ponta dos trilhos da Estrada de Ferro de Santos a Santo Antônio do Juquiá, nota-se grande animação nesta vila, que será o ponto terminal dessa estrada. Vários e importantes terrenos já tem sido adquiridos aqui e nos arredores da vila, estando em construção vários prédios, entre os quais, um que está sendo levantado pelo Cap. Sylvio da Costa e Silva, especialmente para a instalação de um hotel.”.  
Já com data de 31 de março de 1913, o correspondente registrava a presença do Dr. Fernando Paes Leme, engenheiro construtor da Estrada de Ferro no trecho entre a vila e a barra do Juquiá, que veio abastecer de víveres à turma a seu cargo. O Dr. Leme encontrava-se, então, nas proximidades da paragem Pedra Cavalo, à margem do Juquiá. Apesar do mau tempo, o engenheiro morava numa simples barraca, ao lado de seus auxiliares. O Dr. Leme era justo, mas rígido. Mantinha uma aula noturna para ensinar aos seus camaradas. “Os trabalhos da construção da estrada no referido trecho vão bastante adiantados”, conforme lemos na “Tribuna de Iguape”. 
Para o trecho entre Juquiá e Prainha, empreitado pelo sr. João Veloso, eram esperados uma turma de cem trabalhadores e vinte toneladas de materiais para construção. Alguns meses mais tarde, o correspondente, escreveu: “Acha-se bastante adiantado o leito da Estrada de Ferro de Santos a Santo Antônio do Juquiá, devendo por estes dias ficar concluído o trecho desta vila ao primeiro morro do sítio Pouso Alto, tendo ali diversos cortes que logo serão terminados. O Dr. C. M. Ingledew e seus auxiliares muito tem contribuído para o adiantamento das obras, empregando todos os esforços, e com muita boa vontade remunera os seus operários, fazendo-lhes bons ordenados, que são pagos com muita pontualidade no final de cada mês; pois atualmente os ordenados variam de 4$000 a 5$000 diários.”. 
Prosseguindo a nossa série sobre a Estrada de Ferro Santos-Juquiá, vejamos o que escreveu “A Tribuna”, de Santos, em sua edição de 5 de janeiro de 1986, em comemoração aos 72 anos da inauguração dessa ferrovia: 
"A ferrovia, projetada e construída por engenheiros ingleses, tinha por objetivo o transporte da produção agrícola da região – principalmente banana, mandioca, arroz, café e chá – destinada aos grandes centros consumidores (como a Província de São Paulo) e à exportação via Porto de Santos."
"Em Juquiá, os trilhos chegavam às margens do rio que dava nome ao lugar, um grande bananal com alguns milhares de pés da musácea, plantados nas encostas, até onde dava para se ver sem o uso de binóculos", segundo os cronistas da época. Na outra ponta, em Santos, a ferrovia estava assentada com trilhos de bitola métrica, no Bairro do Macuco, entre as ruas João Guerra e Borges, passando ao lado da Linha Forte Augusto (pequena ferrovia da Cia. Docas que transportava lixo e aterro entre o Morro do Jabaquara e o Bairro do Pau Grande, denominação antiga dada ao Estuário) e do vulcão calado do manguezal da Mortona. Para chegar ao cais e aos navios atracados no Paquetá, ao lado do cemitério dos ingleses, na rampa do mercado, as mercadorias seriam transportadas em carroças puxadas por muares, "numa viagem que durava hora e meia, sem paradas para descanso, que era feita duas vezes por dia, menos nos domingos e dias santos da igreja". O traçado da ferrovia, a partir do Macuco, contornava os morros e devido a um litígio de terras com a família Martini, no José Menino, foi feito pequeno desvio junto ao Morro do José Menino, onde foi construído um túnel de cerca de 100 metros, desembocando nas proximidades da Pedra dos Ladrões, já em São Vicente. A obra mais demorada, entretanto, foi a construção da Ponte dos Barreiros sobre o Canal dos Barreiros, estaqueada com eucaliptos vindos do Paraná por via marítima. Esse mesmo tipo de construção de ponte foi adotado na travessia do Rio Itanhaém. 
"A Santos-Juquiá operou como ferrovia particular e isolada até o final da década de 1920 (mais exatamente em 1927), quando foi encampada por 600 mil libras esterlinas, incorporando-se à Estrada de Ferro Sorocabana, hoje Fepasa. Para cobrir a despesa, o então governador do Estado de São Paulo, Júlio Prestes, emitiu títulos da Dívida Pública naquele valor.".

## Estatísticas
| Ano                                                                         | Passageiros | Telegramas | Cargas (kg) |
| --------------------------------------------------------------------------- | ----------- | ---------- | ----------- |
| 1914                                                                        | 22 149      | 1 278      | 12 158 162  |
| 1915                                                                        | 20 927      | 2 736      | 11 584 375  |
| 1916                                                                        | 29 119      | 4 113      | 41 728 358  |
| 1917                                                                        | 29 614      | 4 130      | 52 713 689  |
| 1918                                                                        | 34 087      | 4 982      | 64 835 055  |
| 1919                                                                        | 40 152      | 4 811      | 66 030 616  |
| 1920                                                                        | 54 413      | 6 911      | 75 826 446  |
| 1921                                                                        | 61 795      | 6 853      | 76 623 913  |
| 1922                                                                        | 71 409      | 8 093      | 68 965 965  |
| 1923                                                                        | 74 880      | 9 432      | 71 248 752  |
| 1924                                                                        | 91 008      | 13 177     | 46 036 131  |
| 1925                                                                        | 108 252     | 13 166     | 71 444 000  |
| 1926                                                                        | 107 040     | 13 589     | 69 438 721  |
| 1927                                                                        | 101 852     | 13 318     | 76 891 588  |
| Total                                                                       | 846 697     | 106 589    | 806 600 106 |
| Fontes: Anuário Estatístico de São Paulo para 1918, 1921 , 1922-1926 e 1927 |             |            |             |